# 청송 침류정 향나무
청송 침류정 향나무(靑松 枕流亭 향나무)는 대한민국 경상북도 청송군 현서면 월정리, 침류정에 있는 향나무이다. 1995년 6월 30일 경상북도의 기념물 제108호로 지정되었다.

## 개요
향나무는 우리나라 중부 이남을 비롯해 울릉도와 일본 등에 분포하고 있으며, 상나무·노송나무로도 불린다. 이 나무는 강한 향기를 지니고 있어 제사 때 향을 피우는 용도로도 쓰이며 정원수·공원수로 많이 심는다.
청송 침류정 향나무는 의성 김씨 김성진이 학문을 연마하고 제자들을 가르치던 침류정 및 오월헌(梧月軒) 앞 뜰에서 자라고 있다. 나이는 350년 정도로 추정되며, 높이는 약 10m, 가슴 높이의 지름은 약 80㎝이다. 전해 내려오는 이야기에 의하면 김성진의 제자들이 심고서 가꾸었다고 한다.
청송 침류정 향나무는 조상들의 나무를 심어 가꾸는 관점을 알 수 있는 역사적 가치가 큰 자료이며, 주위 경치에 큰 영향을 주고 있다.

## 같이 보기
- 청송 월정리 침류정 - 경상북도 문화재자료 제266호

## 참고 문헌
- 청송침류정향나무 - 국가유산청 국가유산포털